# 진료역
진료역(일본어: 神領駅)은 일본 아이치현 가스가이시에 있는 도카이 여객철도 주오 본선의 역.

## 역 구조 및 승강장
단선 승강장 1면 1선과 섬식 승강장 1면 2선을 가진 지상역으로 선상 역사를 가진다.
도카이 교통 사업의 직원이 업무를 담당하는 업무위탁역으로, 고조지역이 이 역을 관리하고 있다. 승강장의 다지미 방향 위쪽 방면으로는 도메이 고속도로가 지나고 있다.
선상화 되기 전까지는, 구 역사에 있던 남쪽 밖에 출입구가 없고, 북쪽부터는 우회를 강요당하고 있었다. 2006년 7월부터, 남북 자유통로 설치와 역사 선상화 공사가 개시되어, 2008년 3월 20일부터 사용이 개시되었다. 구 역사는 남문이 되어, 자유통로에 의해서 북문이 신설되어 북쪽부터의 편리성이 향상했다. 북쪽부터는 진료 차량구를 걸친 겉모양이 된다.
| 1 | ■ 주오 본선 | 상행 | 나고야 방면              |                  |
| 2 | ■ 주오 본선 | 하행 | 다지미 · 나카쓰가와 방면 |                  |
| 3 | ■ 주오 본선 | 하행 | 다지미 · 나카쓰가와 방면 | 대피 · 시발 열차 |
| 3 | ■ 주오 본선 | 상행 | 나고야 방면              | 시발 열차만      |

1·2번선이 본선으로, 3번선은 대피선으로 되어 있다. 3번선에 대해서는 상기 외, 진료 차량구부터의 회송열차의 출입구에도 사용된다. 또한, 아침 러시아워 후의 다지미 방면 행 보통열차가 우등열차의 통과 대기의 사이에 열차의 분리 작업을 행하고 있었다.
그 외, 고조지 · 다지미 방면으로부터의 회송열차가, 1번선부터 진료 차량구에 입구하는 일도 있다.

## 이용 현황
가스가아 시 통계서에 의하면, 이 역의 하루 평균 승차 인원은 이하와 같이 추이되고 있다.
- 2004년도 - 7,185명
- 2005년도 - 7,673명
- 2006년도 - 8,216명
- 2007년도 - 8,571명
- 2008년도 - 9,113명
- 2009년도 - 9,889명

이용자는 적지 않고 증가하고 있다. 가스가이 시내 외, 모리야마 구 북부나 오와리아사히 시 북서부로부터의 이용도 많다.

## 역 주변
구획 정리에 의해 택지 개발이 진행 중이다.
- 도카이 여객철도 진료 차량구 · 진료 운수구
- CKD 가스가이 사업소
- 도메이 고속도로 - 가스가이 IC
- 주부 대학

## 역사
- 1943년 10월 1일 : 진료 신호장으로서 개설.
- 1949년 7월 12일 : 임시 승강장으로 격상해, 진료 임시 승강장이 된다.
- 1951년 12월 15일 : 역으로 격상해, 진료역으로서 개업. 여객 영업만.
- 1984년 2월 1일 : 하물의 취급을 폐지.
- 1987년 4월 1일 : 일본국유철도 분할 민영화에 의해, 도카이 여객철도의 역이 된다.
- 2006년 11월 25일 : TOICA 도입.
- 2008년 3월 20일 : 역사 선상화.

## 인접 역
| 도카이 여객철도 주오 본선   | 도카이 여객철도 주오 본선 | 도카이 여객철도 주오 본선 |
| --------------------------- | ------------------------- | ------------------------- |
| 고조지 다지미 · 나가노 방면 | ■ 주오 본선               | 가스가이 나고야 방면      |